# Wakakusa (Yamanashi)
Pour les articles homonymes, voir Wakakusa.
Wakakusa (若草町, Wakakusa-chō) est un ancien bourg de la préfecture de Yamanashi, ayant existé jusqu'au 1er avril 2003, date de sa fusion avec les bourgs de Kushigata, Kōsai et Shirane ainsi que les villages de Hatta et Ashiyasu pour former la ville de Minami-Alps. Il faisait partie du district de Nakakoma.

## Géographie

### Topographie et hydrographie
Wakakusa est située dans la partie centrale de la préfecture, dans l'est du district de Nakakoma. Elle se trouve dans la partie centre-sud du bassin de Kōfu (ja). Le bourg se trouve dans les zones plates en bordure des cônes de déjection des rivières Midai (ja) (御勅使川) et Takido (滝戸川). La partie orientale est dans l'ancienne plaine d'inondation de la rivière Kamanashi (釜無川). La partie occidentale était plus propice aux cultures en champs, tandis que la partie orientale de l'ancienne plaine inondable le long des rivières Kamanashi et Takido convenait plus à la riziculture.
Le territoire de la ville est de forme irrégulière plus longue que large, avec l'est bordant la rivière Kamanashi.

### Villes limitrophes

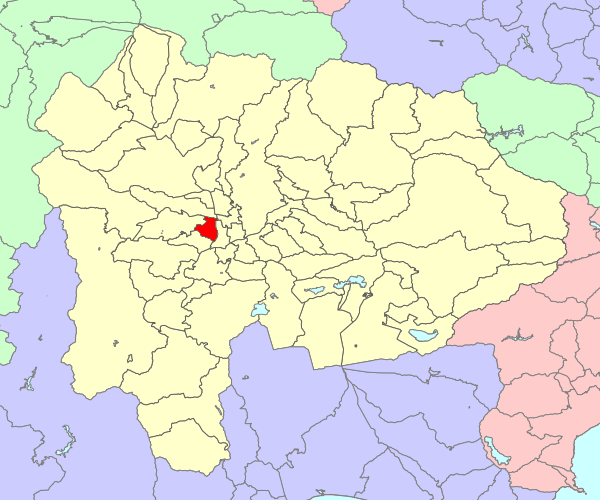
Localisation de Wakakusa dans la préfecture de Yamanashi (tracés territoriaux du 1er avril 2003).

Entités territoriales limitrophes à la date de la fusion du 1er avril 2003. À sa fondation en 1954, Wakakusa est entouré de l'ouest vers l'est du bourg d'Ogasawara (ja) (小笠原村) et des villages de Yutaka (ja) (豊村), Nishino (ja) (西野村), Imasuwa (ja) (今諏訪村), Shōwa (昭和村), Tatomi (田富村), Nango (ja) (南湖村) et Ōi (ja) (大井村), tous du district de Nakakoma. Le 1er avril de la même année, Ogasawara fusionne avec ses voisins Nonose (ja) (野之瀬村) et Sakaki (ja) (榊村) pour former le bourg de Kushigata (櫛形町), tandis que Nishino et Imasuwa fusionnent avec leurs voisins Koma (ja) (巨摩町) et Hyakuta (ja) (百田村) pour former le bourg de Shirane (白根町). Le 1er avril 1955, Ōi et Nango fusionnent avec les villages de Gomei (ja) (五明村) et Ochiai (ja) (落合村) pour former le bourg de Kōsai (甲西町). Le 1er avril 1960, Kushigata absorbe le village de Yutaka. Le 1er avril 1968, Tatomi est élevé au rang de bourg. Le 1er avril 1971, Shōwa devient bourg à son tour.

## Histoire

### Préhistoire et Antiquité
Dans la région de Kyōsai (峡西), sur la rive droite de la Kamanashi, il y a de nombreux sites archéologiques de différentes périodes historiques, et à Wakakusa, 86 sites ont été identifiés en 1986 lors d'une étude archéologique menée pour la compilation du journal d'histoire de Wakakusa, et depuis lors, il y a eu une succession de découvertes dues à des aménagements tels que la construction de la route de Kōsai (ja) (甲西道路) et de l'autoroute Chūbu-Ōdan (en) (中部横断自動車道). Aucun vestige ou objet de la période Jōmon (-14 000 à -400) n'a été trouvé dans le territoire de Wakakusa, mais plusieurs sites répartis dans les montagnes et sur les plateaux de la région de Kyōsai témoigne de la présence humaine durant cette période, comme le site archéologique d'Imojiya (ja) (鋳物師屋遺跡).
De la fin de la période Jomon à la période Yayoi (v. -400 à -250), l'ouest de la région de Kyōsai s'est étendu des montagnes et plateaux au cône de déjection, et au milieu de la période Yayoi, les sites d'Aburada (ja) et Daishi-Higashitanbo (ja), situés légèrement en pente sur le cône de déjection, sont apparus. Dans le territoire de Wakakusa se trouve le site de Nihonyanagi, où des artéfacts de la période Yayoi moyenne ont été mis au jour. Au cours de la période Kofun, la région connaît l'émergence des kofun (types de tumuli), la plupart typiques de la précédente période Yayoi, la majorité répartis dans leu Kyōsai. On trouve notamment le kofun de Monomizuka (ja) (物見塚古墳), datant du Ve siècle, principalement avec de la poterie typique du Tōkai.
Sous l'ancien système Ritsuryō, la zone faisait partie du village d'Ōi, dans le district de Koma (ja), et à la fin de la période Heian (794-1185), elle devient un fief religieux du temple bouddhiste Shōren-in de Kyoto, qui y construit le domaine de Kagami (ja) (加々美荘), et plus tard, le village devient suffrageant du temple Kajū-ji de Yamashina. On y trouve également de nombreux vestiges des périodes Nara (710-794) et Heian, et la région a également été influencée par le système Jōri (ja), qui a divisé les terres en quadrillé.

### Moyen Âge
Au Moyen Âge, des membres du clan Gen de Kai (ja) (甲斐源氏, Kai Gen-ji) se sont installés dans différentes parties du bassin de Kōfu, et dans la partie occidentale du bassin, des descendants du clan Kagami (ja) (加賀美氏) s'y sont aussi installés. Kagami Tōmitsu (ja) (加賀美 遠光) a agrandi l'influence de Kagami dans l'ouest du district de Koma, et les vestiges de leur influence comprennent le temple Hōzen-ji (法善寺), ainsi que de nombreux temples et sanctuaires qui racontent l'histoire de Kagami Tōmitsu. Pendant la période Muromachi (1336-1573), il est probable que le clan Ōi (ja) (大井氏), un influent clan nationaliste basé au domaine d'Ōi, adjacent à la partie ouest du domaine de Kagami, contrôlait alors la région.
Des marchés existaient à Kagaminakajō et Tōkaichiba au Moyen Âge. Selon le Kai Kokushi (ja) (甲斐国志), le marché de Kagaminakajō existait dans un lieu appelé « Shuku », et un sanctuaire dédié à la divinité du marché existe toujours. Un temple bouddhiste de l'école Nichiren, le Jō'on-ji (ja) (長遠寺), se trouve à proximité de cet ancien marché, et l'on pense qu'il s'agissait du marché du temple. Le marché de Tōka, qui signifie « marché du 10e jour », situé entre le secteur en champs et le secteur rizicole près du temple Hōzen-ji, est mentionné dans les documents historiques depuis l'époque Sengoku (1477-1573). À l'époque moderne, une foire était organisée le jour du Nouvel An et en juillet pendant l'o bon. Le marché attirait les habitants qui y venaient se procurer des biens parvenus de Kōfu et de la province de Shinano. Le marché de juillet a disparu à l'époque moderne, mais le marché de Tōkaichi se tient toujours une fois par an, les 10 et 11 février.

### Époque moderne

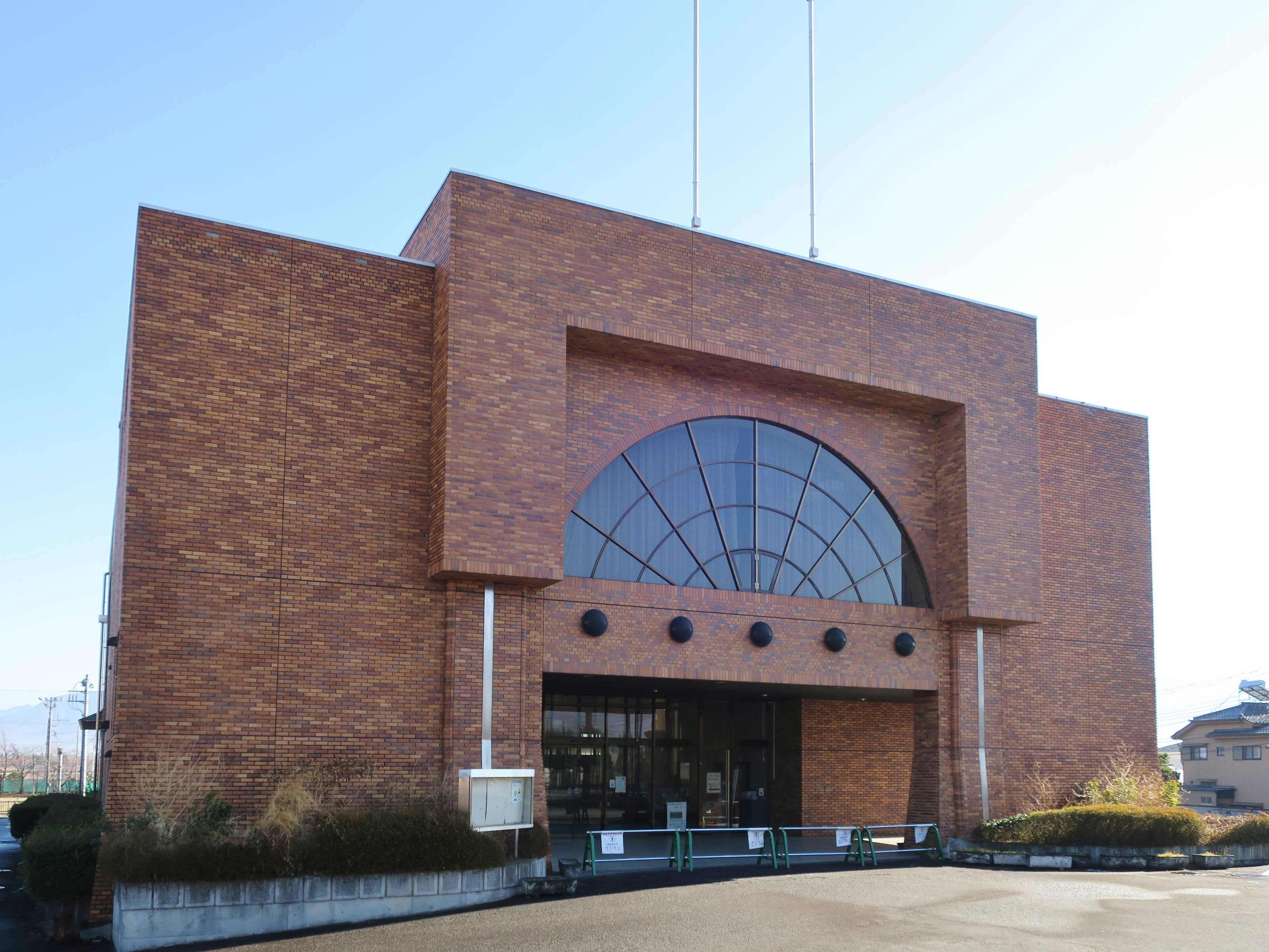
Ancienne mairie.

Pendant l'époque d'Edo (1603-1868), sept villages ont été créés : Terabe (寺部), Kagami (加賀美), Tōkaichiba (十日市場), Kagaminakajō (鏡中条), Shimoimai (下今井), Tōta (藤田) et Asabara (浅原). Seul le village d'Asabara appartenait au district de Nakagun (ja), tandis que les six autres villages appartenaient au district de Nishigun (ja). Dans la zone des champs de Wakakusa, appelée « Harakata » (原方), la culture des légumes, des céréales et du coton était pratiquée. Kagaminakajō et Asabara, le long de la rivière Kamanashi, ont souvent souffert des inondations. En tant que région de rizières plates, il y avait peu de forêts et, sauf dans les zones où des terres étaient disponibles pour la culture, les habitants devaient acheter du bois de chauffage pour se chauffer. La sériciculture et l'arboriculture fruitière, industries importantes du bassin de Kōfu, sont également pratiquées.
À l'époque moderne, on y cultivait le riz et le blé, ainsi que le coton, la courge blanche et le kanpyō, et la sériciculture était toujours pratiquée. La production de tuiles est pratiquée depuis l'époque d'Edo, en utilisant le sol argileux, et s'est développée en tant qu'industrie locale à l'époque moderne, atteignant son apogée vers 1950, après la Seconde Guerre mondiale, mais a ensuite décliné en raison de l'épuisement des matières premières, et aujourd'hui, la production d'onigawara, type de tuile ornementale, est pratiquée en tant qu'artisanat traditionnel.
Les sept villages fusionnent dans les années 1870 après une réforme municipale. Le 1er janvier 1875, Tōkaichiba, Terabe et Kagami fusionnent pour créer le village de Mitsue (ja) (三恵村). Le 22 juillet 1878, à l'adoption de la loi de réglementation des districts et arrondissements (ja) (郡区町村編制法), le district de Koma (ja) (巨摩郡) est divisé en trois districts et les villages de Mitsue, Kagaminakajō, Shimoimai, Tōta et Asabara sont placés dans le nouveau district de Nakakoma (中巨摩郡). À l'adoption d'une nouvelle loi municipale (ja), qui entraîne la régularisation des villages, bourgs et villes, les nouveaux villages de Mitsue (mêmes limites territoriales), Kagaminakajō (fusionné avec Shimoimai) et Tōta (fusionné avec Asabara) sont créés le 1er juillet 1889.
En 1894, Yūji Kitamura et ses frères du village de Kagaminakajō  ont été les pionniers du développement de Hokkaidō et ont créé le village de Kita (北村, Kita-mura), fusionné à Iwamizawa en 2006. 1911 a vu un conflit paysan à grande échelle dans le village de Kagaminakajō. Des bombes incendiaires auraient causé des dégâts à Kagaminakajō lors d'un raid aérien sur Kōfu (en) en juin 1945, et des petites bombes auraient causé des dégâts à Hyakuta et Kagaminakajō lors d'un raid aérien le 30 juillet, faisant des morts et endommageant des maisons. Le nombre de morts pendant la guerre du Pacifique s'élève à 264.
Le 10 mars 1954, les villages de Mitsue, Kagaminakajō et Tōta fusionnent pour créer le village de Wakakusa. Le 1er octobre 1959, Wakakusa est promu au rang de bourg.
En 1936, un projet d'amélioration des terres agricoles a été lancé sur la rive droite de la rivière Kamanashi. Après la guerre, en 1954, le projet d'amélioration des terres du secteur de Tōta, en 1963, le projet d'amélioration des terres de Wakakusa et en 1965, le projet d'amélioration des terres de la rive droite de la rivière Kamanashi ont été mis en œuvre pour améliorer les terres dans les zones marécageuses basses, et l'utilisation de l'eau a été optimisée. De nouvelles terres arables ont été défrichées. Après la guerre, la culture des arbres fruitiers a pris plus d'importance que l'agriculture.
Le 1er avril 2003, les bourgs de Kushigata, Kōsai, Wakakusa et Shirane et les villages de Hatta et Ashiyasu fusionnent pour créer la ville de Minami-Alps (南アルプス市), en l'honneur des monts Akaishi, aussi surnommées « Alpes du Sud » (Minami arupusu). Dès lors, Wakakusa cesse d'exister en tant qu'entité municipale indépendante.

## Jumelages
- Kita (ja) (北村), village de Hokkaidō (Sous-préfecture de Sorachi), fusionné à Iwamizawa le 27 mars 2006 avec le bourg de Kurisawa (ja) (栗沢町). Kita a été nommé en l'honneur de Yūji Kitamura (北村 雄治), l'un de ses pionniers, originaire de Wakakusa. Dans les années 2000, les deux municipalités disparaissent. Aujourd'hui, Minami-Alps est encore jumelée à Iwamizawa.

## Éducation
On trouve un collège, le collège Wakakusa (若草町立若草中学校), ainsi que deux écoles primaires, celles de Wakakusa (若草町立若草小学校) et Wakakusa-Sud (若草町立若草南小学校).

## Transports
Wakakusa est accessible par plusieurs routes importantes au niveau national et préfectoral, dont le périphérique de Shin-Yamanashi (ja) (新山梨環状道路), la route nationale 52 (en) (dont une partie constitue la route de Kōsai (ja)) et les routes préfectorales 12 (ja), 26 (ja) et 118 (ja).

## Culture et patrimoine
- Kagaminakajō Gekijō (鏡中条劇場), salle de cinéma et théâtre, années 1960.

## Personnes notables
- Gomifusen (五味釜川, Gomifusen?, 1718-1754), médecinet pratiquant du confucianisme.
- Gomi Katsuri (五味 可都里, Gomi Katsuri?, 1743-1817), poète de haïkus.
- Gomi Yarōemon (五味安郎右衛門, Gomi Yarōemon/Gomi Yasurōemon?, v. 1799-?), fermier, membre de la délégation de Morita Kiyoyuki (ja) (森田 清行) durant la Mission en Amérique de la première année de l'ère Man'en.
- Toyotarō Kasai (ja) (河西 豊太郎, Kasai Toyotarō?, 1874-1959), homme politique.
- Mitsukuni Yasaki (ja) (矢崎 光圀, Yasaki Mitsukuni?, 1923-2004), universitaire et professeur de droit.
- Gorō Kabuto (ja) (甲 吾郎, Kabuto Gorō?, 1870-1923), lutteur sumo.